# Augusto Fernandes
Augusto Fernandes (Portugal; 12 de marzo de 1937 - Buenos Aires, 18 de diciembre de 2018) fue un actor y director de teatro de origen portugués que desde muy corta edad vivió y realizó su actividad profesional en Argentina, donde se nacionalizó. Además de haber dirigido numerosos espectáculos, fue un reconocido docente de teatro.

## Primeros años
En 1940, su familia se radicó en Buenos Aires. En 1944, comenzó su relación con la actuación participando en programas radiales y en el teatro infantil Lavardén. En 1949 desempeñó un papel en el filme Almafuerte, de Luis César Amadori y al año siguiente lo hizo en La muerte está mintiendo, de Carlos Borcosque.

## Trayectoria
En 1954 ingresó a Nuevo Teatro, y se separó al año siguiente para fundar, junto con algunos compañeros, el Grupo de Teatro Juan Cristóbal, que en 1957 se fusionó con el teatro independiente “La Máscara” de Buenos Aires y allí Fernandes integró su dirección artística hasta 1962. A los 19 años se vinculó a la profesora Hedy Crilla que fue su principal maestra en el teatro, de este período son sus trabajos más destacados como actor y en 1962, sin abandonar la actuación, comenzó su labor como docente de teatro y debutó como director con la puesta en escena de Soledad para cuatro de Ricardo Halac, seguida de Lo alto, lo largo y lo corto (1963) y Fin de diciembre (1965).
En 1965 recibió el Premio de la Crítica a la Mejor Dirección del Año por Fin de diciembre, también de Halac.
En 1966 participó en la fundación y dirección del Café Teatral Estudio y recibió el Premio de la Crítica a la Mejor Dirección del Año por El tiempo de los carozos, con textos de Jacques Prévert y Søren Kierkegaard, y Negro, Azul, Negro, con textos de J. Faiffer y A. West. Dos años después se le otorgó el premio del Instituto del Teatro al Mejor Espectáculo, por El Campo obra de Griselda Gambaro. Hace Crash en el Instituto Di Tella.
A pedido de la Fundación Gulbenkian condujo en 1969 un seminario para actores y directores en el Teatro Universitario de Porto (Portugal) y dirigió luego la obra de creación colectiva Blanco y Negro.
Cuando volvió a Buenos Aires creó el Equipo de Teatro Experimental de Buenos Aires (ETEBA) con el que estrenó en esa ciudad La leyenda de Pedro, adaptación libre de Peer Gynt, de Henrik Ibsen. Ese espectáculo concurrió como invitado a varios festivales, entre ellos, el de Nancy (Francia), la Reseña Internacional de Florencia (Italia) y al Theatertreffen 1970 (encuentro anual de teatro, Berlín, Alemania.
En 1972 ETEBA integró las actividades culturales que se realizaron en forma paralela a las Olimpíadas de Múnich (Alemania), con la pieza de creación colectiva El Sapo y la Serpiente. Al año siguiente fue designado rector de la Escuela Nacional de Arte Dramático de Buenos Aires y dirigió Vida y sueño del Príncipe Segismundo, versión libre y propia de La vida es sueño, de Calderón de la Barca, en el Teatro Estatal de Fráncfort del Meno (Schauspielhaus Frankfurt, Alemania); la adaptación, que le llevó seis meses, llevaba una escenografía de su diseño que a partir del escenario desnudo se iba armando a la vista del público y la función, que se extendía por cuatro horas, incluía batallas. Sobre esa puesta declaró:

"...tenía ue ver con la propuesta de Peter Brook de El espacio vacío y con la frase de Proust que dice 'Lo importante es crear el objeto presente que recuerde a un ausente'. En aquel espectáculo, el espectador veía el teatro, pero al mismo tiempo estaba viendo el juego del actor que le hacía ver un palacio; apelábamos a la capacidad de transformar los espacios que tiene todo el mundo."

En 1996 fundó su escuela para actores y directores en Buenos Aires y tanto allí como en escuelas de cine y escuelas de teatro en las principales ciudades europeas dictó seminarios de entrenamientos para actores profesionales y talleres de dirección de actores para directores de cine y televisión.
Algunas de sus principales puestas en escena han sido Ensueño de Strindberg, en el Schillertheater – Alemania en 1991; Rigoletto de Giuseppe Verdi en la Ópera de Berlín en 1993; Madera de Reyes de Ibsen en el Schauspielhau Theater – Hamburgo en 1992 y en el Teatro General San Martín de Argentina, según su propia versión, interviniendo en su puesta como escenógrafo, iluminador y director; por esta obra le fue concedido en 1994 el Premio María Guerrero. Otras de sus puestas que se recuerdan fueron la de El relámpago (Travesía), versión libre de la obra Camino a Damasco de Strindberg, en el Teatro Nacional Cervantes y La gaviota de Antón Chéjov en el Teatro General San Martín, ambas en 1996. 
En 2001 obtuvo el Diploma al Mérito Konex como uno de los 5 mejores Directores de Teatro de la década en Argentina. Tuvo algunas actuaciones en televisión y en 2003 dirigió la película La verdad negada.
Estudioso de la obra de William Shakespeare, en 2017 fue galardonado con un premio en el Festival Shakespeare de Buenos Aires y en 2018 dictó en Argentores un curso sobre "Elementos ocultos en la obra de Shakespeare".
Falleció en Buenos Aires el 18 de diciembre de 2018.

## Lista parcial de puestas en escena que realizó
- Ensueño de Strindberg, en el Schillertheater – Alemania en 1991.
- Rigoletto de Giuseppe Verdi en la Ópera Alemana de Berlín en 1993.
- Madera de Reyes de Ibsen en el Schauspielhau Theater – Hamburgo en 1992 y en el Teatro General San Martín de Argentina.
- El relámpago (Travesía) , versión libre de la obra Camino a Damasco de Strindberg, en el Teatro Nacional Cervantes en 1996.
- La gaviota de Antón Chéjov en el Teatro General San Martín en 1996.
- La leyenda de Pedro.
- 1938, un asunto criminal en el Teatro Real (2016)
- Ojo por ojo, adaptación de la obra Acreedores de August Strindberg (2014)

## Filmografía
Intervino en los siguientes filmes:
Director y guionista
- La mitad negada (2003)

Actor
- El proyecto (1968)
- Buenos Aires, verano 1912 (1966)
- Dar la cara (1962)
- La muerte está mintiendo (1950) …Niño en hotel
- Almafuerte (1949)

## Televisión
- Quem Casa Quer Casa (serie) (1 episodio, 1994) voz en off
- Eu Tenho Dois Amores (serie) (1994-1995) voz en off
- El Teatro de Norma Aleandro (serie)  un episodio.
  - Llevo adelante mi pasado (1973)
- Las dos (serie)  (3 episodios, 1971)